# Biblioteka współdzielona
Biblioteka współdzielona (ang. shared library, shared object) – jednolita, kompletna biblioteka ładowana w całości do pamięci podczas uruchamiania programu. Raz załadowana może być wykorzystywana przez wiele programów (jak wskazuje nazwa, jest współdzielona przez uruchomione programy) bez potrzeby ponownego jej ładowania.
W systemach Unix i uniksopodobnych pliki będące biblioteką współdzieloną noszą rozszerzenie .so (ang. shared object), a ścieżki poszukiwań plików bibliotek zapisane są w pliku /etc/ld.so.conf oraz w zmiennej środowiskowej $LD_LIBRARY_PATH.